# 3 Heures d'Homestead FIA GT 1999
Navigation
Édition précédente
Les 3 Heures d'Homestead FIA GT 1999, disputées le 26 septembre 1999 sur le circuit d'Homestead-Miami, sont la huitième manche du championnat FIA GT 1999.

## Course

### Classement de la course
Classement à l'issue de la course (vainqueurs de catégorie en gras), :
| Pos.   | Catégorie | N° | Écurie                 | Pilotes                                         | Châssis                   | Pneus | Tours |
| Pos.   | Catégorie | N° | Écurie                 | Pilotes                                         | Moteur                    | Pneus | Tours |
| ------ | --------- | -- | ---------------------- | ----------------------------------------------- | ------------------------- | ----- | ----- |
| 1      | GT        | 21 | Paul Belmondo Racing   | Paul Belmondo Emmanuel Clérico                  | Chrysler Viper GTS-R      | D     | 122   |
| 1      | GT        | 21 | Paul Belmondo Racing   | Paul Belmondo Emmanuel Clérico                  | Chrysler 8.0L V10         | D     | 122   |
| 2      | GT        | 1  | Viper Team Oreca       | Olivier Beretta Karl Wendlinger                 | Chrysler Viper GTS-R      | M     | 122   |
| 2      | GT        | 1  | Viper Team Oreca       | Olivier Beretta Karl Wendlinger                 | Chrysler 8.0L V10         | M     | 122   |
| 3      | GT        | 18 | Chamberlain Motorsport | Xavier Pompidou Hans Hugenholtz Vincent Vosse   | Chrysler Viper GTS-R      | M     | 121   |
| 3      | GT        | 18 | Chamberlain Motorsport | Xavier Pompidou Hans Hugenholtz Vincent Vosse   | Chrysler 8.0L V10         | M     | 121   |
| 4      | GT        | 2  | Viper Team Oreca       | Jean-Philippe Belloc David Donohue              | Chrysler Viper GTS-R      | M     | 120   |
| 4      | GT        | 2  | Viper Team Oreca       | Jean-Philippe Belloc David Donohue              | Chrysler 8.0L V10         | M     | 120   |
| 5      | GT        | 15 | Freisinger Motorsport  | Bob Wollek Wolfgang Kaufmann                    | Porsche 911 GT2           | D     | 119   |
| 5      | GT        | 15 | Freisinger Motorsport  | Bob Wollek Wolfgang Kaufmann                    | Porsche 3.6L Turbo Flat-6 | D     | 119   |
| 6      | GT        | 16 | Freisinger Motorsport  | Manfred Jurasz Lance Stewart                    | Porsche 911 GT2           | D     | 116   |
| 6      | GT        | 16 | Freisinger Motorsport  | Manfred Jurasz Lance Stewart                    | Porsche 3.6L Turbo Flat-6 | D     | 116   |
| 7      | N-GT      | 17 | Schumacher Racing      | Larry Schumacher Cort Wagner John O'Steen       | Porsche 911 GT2           | M     | 116   |
| 7      | N-GT      | 17 | Schumacher Racing      | Larry Schumacher Cort Wagner John O'Steen       | Porsche 3.6L Turbo Flat-6 | M     | 116   |
| 8      | GT        | 19 | Chamberlain Motorsport | Christian Vann Christian Gläsel                 | Chrysler Viper GTS-R      | M     | 116   |
| 8      | GT        | 19 | Chamberlain Motorsport | Christian Vann Christian Gläsel                 | Chrysler 8.0L V10         | M     | 116   |
| 9      | GT        | 8  | Elf Haberthur Racing   | Luca Cappellari Paolo Rapetti Patrick Vuillaume | Porsche 911 GT2           | D     | 113   |
| 9      | GT        | 8  | Elf Haberthur Racing   | Luca Cappellari Paolo Rapetti Patrick Vuillaume | Porsche 3.6L Turbo Flat-6 | D     | 113   |
| 10     | GT        | 7  | Konrad Motorsport      | Charles Slater Ugo Colombo                      | Porsche 911 GT2           | D     | 113   |
| 10     | GT        | 7  | Konrad Motorsport      | Charles Slater Ugo Colombo                      | Porsche 3.6L Turbo Flat-6 | D     | 113   |
| 11     | N-GT      | 12 | Bell Motorsport        | Ron Johnson Scott Neuman Andy Pilgrim           | BMW M3                    | ?     | 112   |
| 11     | N-GT      | 12 | Bell Motorsport        | Ron Johnson Scott Neuman Andy Pilgrim           | BMW 3.2L I6               | ?     | 112   |
| 12     | N-GT      | 40 | Aspen Knolls Racing    | Shane Lewis Bob Mazzuoccola                     | BMW M3                    | Y     | 102   |
| 12     | N-GT      | 40 | Aspen Knolls Racing    | Shane Lewis Bob Mazzuoccola                     | BMW 3.2L I6               | Y     | 102   |
| 13 DNF | GT        | 6  | Konrad Motorsport      | Franz Konrad Mike Hezemans                      | Porsche 911 GT2           | D     | 67    |
| 13 DNF | GT        | 6  | Konrad Motorsport      | Franz Konrad Mike Hezemans                      | Porsche 3.6L Turbo Flat-6 | D     | 67    |
| 14 DNF | GT        | 9  | Elf Haberthur Racing   | Mauro Casadei Andrea Garbagnati                 | Porsche 911 GT2           | D     | 50    |
| 14 DNF | GT        | 9  | Elf Haberthur Racing   | Mauro Casadei Andrea Garbagnati                 | Porsche 3.6L Turbo Flat-6 | D     | 50    |
| 15 DNF | GT        | 22 | Paul Belmondo Racing   | Marc Rostan "Rael"                              | Chrysler Viper GTS-R      | D     | 49    |
| 15 DNF | GT        | 22 | Paul Belmondo Racing   | Marc Rostan "Rael"                              | Chrysler 8.0L V10         | D     | 49    |
| 16 DNF | N-GT      | 39 | Mosler Automotive      | João Barbosa James Ruffier Loïc Depailler       | Mosler Intruder           | ?     | 24    |
| 16 DNF | N-GT      | 39 | Mosler Automotive      | João Barbosa James Ruffier Loïc Depailler       | Chevrolet 5.7L V8         | ?     | 24    |
| 17 DNF | N-GT      | 14 | NP Racing              | Bret Parker Kevin Allen                         | Dodge Viper GTS-R         | ?     | 4     |
| 17 DNF | N-GT      | 14 | NP Racing              | Bret Parker Kevin Allen                         | Dodge 8.0L V10            | ?     | 4     |